# Amatrice
Amatrice je italské město v provincii Rieti v severním Laziu. Leží 40 km severovýchodně od Rieti na řece Tronto. Žije zde přibližně 2 300 obyvatel.
Při zemětřesení 24. srpna 2016 zde zahynulo 234 lidí. Dřívější zemětřesení Amatrici poškodila v letech 1639, 1672, 1703 a 1737. Roku 1826 byla zase poničena povodní na řece Tronto. Město je také sídlem potravino-zemědělské základny Národního parku Gran Sasso e Monti della Laga.

## Gastronomie
V Amatrice vznikl jeden z nejznámějších způsobů přípravy těstovin v regionu Lazio – sugo all'amatriciana. Základem omáčky je guanciale, nasolený a usušený vepřový lalok, jehož produkcí je Amatrice proslulé. Další ingredience zahrnují typicky rajčata (ideálně San Marzano), sýr pecorino, bílé víno, pepř a chilli. Jídlo původně připravovali pastýři v horách v okolí města, a to dokonce i ještě před tím, než byla do Evropy dovezena první rajčata a chilli, které byly do receptu přidány až později. Jídlo mohli připravit díky tomu, že zahrnuje trvanlivé ingredience, které si mohli vzít s sebou na pastvu. Po zemětřesení v roce 2016 došlo k celosvětové dobročinné akci, při které se mnoho restauratérů rozhodlo z každé prodané porce této omáčky věnovat 2 € na obnovu města.